# فرودگاه صحرایی کانن
فرودگاه صحرایی کانن (به انگلیسی: Cannon Field) (به زبان بومی: Cannon Field) یک فرودگاه خصوصی با کد یاتا 53T است که یک باند فرود چمن دارد. این فرودگاه در شهر سن‌آنتونیو کشور ایالات متحده آمریکا قرار دارد و در ارتفاع 186 (estimated) متری از سطح دریا واقع شده‌است.